# فرودگاه نوار دووتهیت
فرودگاه نوار دووتهیت (به انگلیسی: Douthitt Strip Airport) یک فرودگاه خصوصی با کد یاتا MIO است که یک باند فرود خاک دارد و طول باند آن ۵۴۹ متر است. این فرودگاه در شهر ال سنترو، کالیفرنیا کشور ایالات متحده آمریکا قرار دارد و در ارتفاع ۱۴ متری از سطح دریا واقع شده‌است.